# Suŏng
Suŏng är en provinshuvudstad i Kambodja. Den ligger i den centrala delen av landet, 90 km öster om huvudstaden Phnom Penh. Suŏng ligger 26 meter över havet och antalet invånare är 30 000.
Terrängen runt Suŏng är platt. Runt Suŏng är det tätbefolkat, med 266 invånare per kvadratkilometer. Det finns inga andra samhällen i närheten. Omgivningarna runt Suŏng är en mosaik av jordbruksmark och naturlig växtlighet.